# Dolus-le-Sec
Dolus-le-Sec ist eine französische Gemeinde mit 657 Einwohnern (Stand: 1. Januar 2022) im Département Indre-et-Loire in der Region Centre-Val de Loire; Dolus-le-Sec gehört zum Arrondissement Loches und zum Kanton Loches. Die Einwohner werden Dolusiens genannt.

## Geographie
Dolus-le-Sec liegt etwa 29 Kilometer südsüdöstlich von Tours. Umgeben wird Dolus-le-Sec von den Nachbargemeinden Reignac-sur-Indre im Norden, Azay-sur-Indre im Nordosten, Chambourg-sur-Indre im Osten, Chanceaux-près-Loches im Osten und Südosten, Mouzay im Süden, Manthelan im Westen und Südwesten, Tauxigny-Saint-Bauld im Westen und Nordwesten.

## Bevölkerungsentwicklung
| 1962                       | 1968 | 1975 | 1982 | 1990 | 1999 | 2006 | 2017 |
| -------------------------- | ---- | ---- | ---- | ---- | ---- | ---- | ---- |
| 598                        | 562  | 481  | 437  | 507  | 538  | 625  | 671  |
| Quellen: Cassini und INSEE |      |      |      |      |      |      |      |

## Sehenswürdigkeiten
- Kirche Saint-Venant
- Éolienne Bollée genannte alte Windkraftanlage zum Abpumpen von Wasser

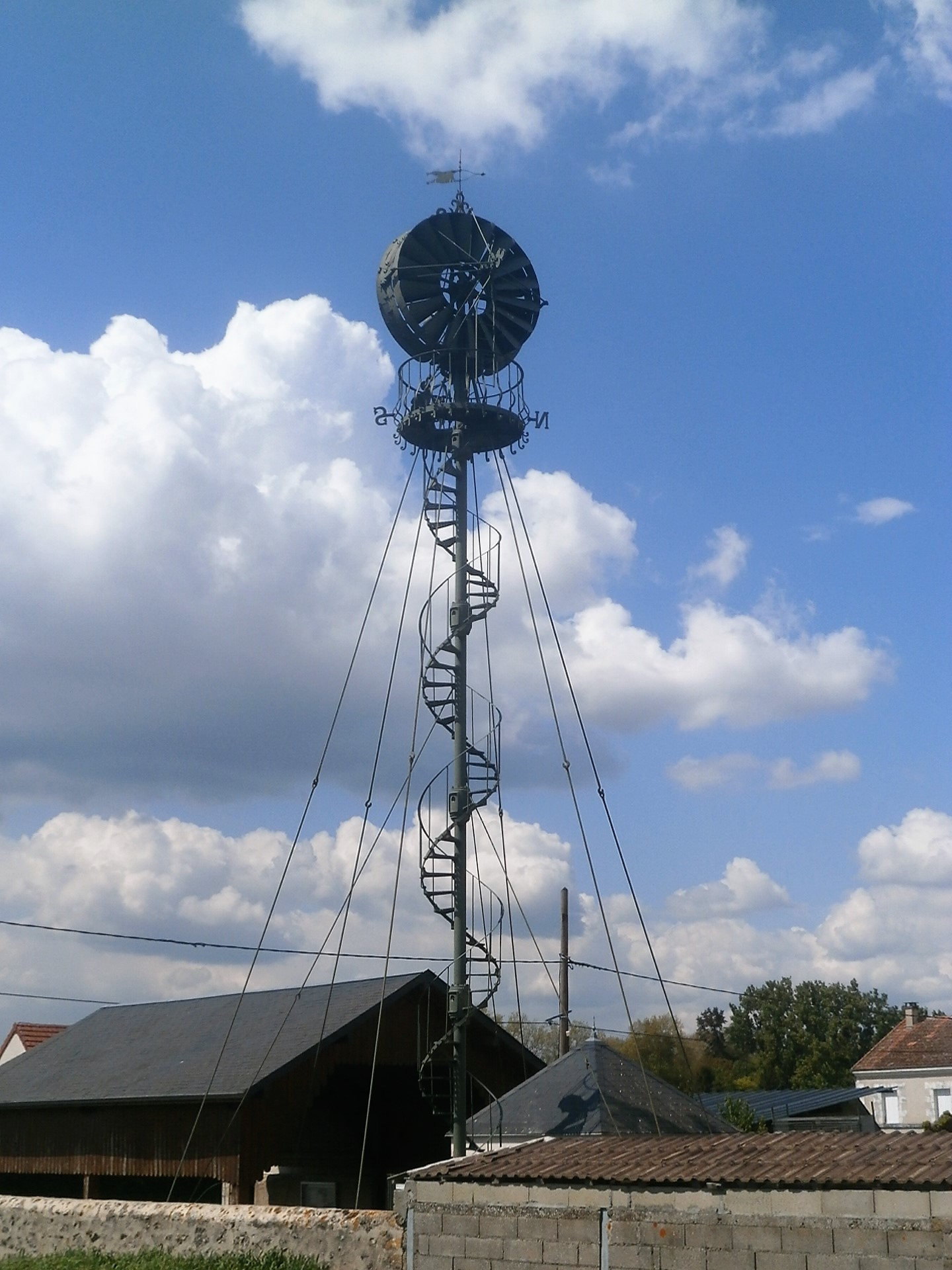
Windkraftanlage aus dem Jahr 1898